# Аи, Соэ
Аи Соэ (бирм. အီစို; род. 11 ноября 1996 или 15 ноября 1996, Мьичина) — мьянманский футболист, правый вингер клуба «Касетсарт». Выступал в национальной сборной Мьянмы.

## Карьера

### «Янгон Юнайтед»
Начинал заниматься футболом в «Манавмей Йонг Тим». В 2016 году его перевели в основную команду, однако команда в скором времени покинула чемпионат. Вскоре в 2017 году игрока пригласили в «Янгон Юнайтед», где футболисту продолжили выступать в молодёжной команде. В начале 2018 года попал в заявку основной команды «Янгон Юнайтед». Дебютировал за клуб 28 января 2018 года в матче против клуба «Сагаинг Юнайтед». Дебютировал в Кубке АФК 13 февраля 2018 года в матче против «Бали Юнайтед». В Национальной Лиге первыми голами отличился 18 февраля 2018 года в матче против клуба «Госпел Фор Азия». Закрепился в основном составе. Стал победителем Национальной Лиги Мьянмы сезона 2018. В дальнейшем стал игроком замены.

### «Янг Элефантс»
В мае 2022 года перешёл в лаосский клуб  «Янг Элефантс». Дебютировал за клуб в Премьер-лиге Лаоса 22 мая 2022 года против клуба «Лао Арми». Отличился первой результативной передачей за клуб 29 мая 2022 года в матче против клуба «Эзры». Дебютный гол за клуб забил 16 июля 2022 года в матче против клуба «Вьенгчанх». По итогу сезона стал победителем Премьер-лиги. Стал обладателем Кубка Лаоса, обыграв в финале клуб «Мастер 7», где сам игрок весь матч был на лавке запасных. По окончании срока действия контракта покинул клуб.

### «Касетсарт»
В июле 2023 года футболист перешёл в таиландский клуб «Касетсарт». Дебютировал за клуб 12 августа 2023 года в матче против клуба «Чиангмай», выйдя на поле в стартовом составе. Дебютный гол за клуб забил 4 ноября 2023 года в матче против клуба «Чайнат Хорнбилл».

## Международная карьера
В 2016 году был вызван в молодёжную сборную Мьянмы. В 2017 году выступал в Кубке газеты Тхань Ньен для игроков до 21 года. Футболист вышел за сборную в 5 матчах, где отличился 2 забитыми голами. Занял со сборной 3 место на турнире.
В 2018 году вызывался в национальную сборную Мьянмы. Дебютировал за сборную 22 марта 2018 года в матче против Кыргызстана в рамках квалификационных матчей Кубка Азии.

## Достижения
Клубные
«Янгон Юнайтед»
- Чемпион Мьянмы: 2018
- Обладатель Суперкубка Мьянмы: 2018

«Янг Элефантс»
- Чемпион Лаоса: 2022
- Обладатель Кубка Лаоса: 2022

Сборная
Мьянма (до 21)
- Бронзовый призёр Кубка газеты Тхань Ньен: 2017